# Kim Song-i
Kim Song-i (10 de agosto de 1994) é uma mesa-tenista profissional norte-coreana, medalhista olímpica.

## Carreira

### Rio 2016
Kim Song-i conquistou a medalha de bronze no individual.